# Live and Let Die (Computerspiel)
Live and Let Die (Leben und sterben lassen) ist ein Computerspiel, das auf der Bootsverfolgungsjagd des James-Bond-Films Leben und sterben lassen (1973) basiert.
Es wurde von Elite Systems programmiert und 1988 von Domark veröffentlicht.
Das Spiel erschien sowohl auf Konsolen der 8-Bit-Architektur als auch der 16-Bit-Architektur.

## Entwicklung
Das Spiel wurde zunächst unter dem Titel Aquablast entwickelt. Die James Bond Lizenz wurde erst nachträglich hinzugefügt, nachdem der Publisher die Ähnlichkeit des Gameplays zu der Filmszene sah.

## Inhalt
Das Spiel beinhaltet nur wenige Level, die nur im Motorboot bestritten werden. Es wird in Third-Person-Perspektive gespielt. Ziel ist es, auf verschiedenen Flüssen der Welt erst auf Zielscheiben zu üben und im letzten Level auf dem Mississippi sich den Schergen von Mr. Big zu stellen.

## Rezeption
Auf dem C64 sei das Spiel technisch und grafisch völlig missraten. Auf dem Atari ST hingegen sei die Geschwindigkeit hoch und die Steuerung sehr präzise.